# Henningsia brasiliensis
Henningsia brasiliensis är en svampart som först beskrevs av Speg., och fick sitt nu gällande namn av Speg. 1919. Henningsia brasiliensis ingår i släktet Henningsia och familjen Meripilaceae.   Inga underarter finns listade i Catalogue of Life.